# Goutatou et Dorauchaux
 (mars 2025).
Motif : Absence de sources
- Archive Wikiwix
- Bing
- Cairn
- DuckDuckGo
- E. Universalis
- Gallica
- Google
- G. Books
- G. News
- G. Scholar
- Persée
- Qwant
- (zh) Baidu
- (ru) Yandex
- (wd) trouver des œuvres sur Wikidata

| 1. | Préciser le motif de la pose du bandeau. | Précisez le motif de la pose du bandeau en utilisant la syntaxe suivante : {{admissibilité à vérifier\|date=mars 2025\|motif=remplacez ce texte par le motif}}                              |
| 2. | Informer les utilisateurs concernés.     | Pensez à avertir le créateur de l'article, par exemple, en insérant le code ci-dessous sur sa page de discussion : {{subst:avertissement admissibilité à vérifier\|Goutatou et Dorauchaux}} |

Goutatou et Dorauchaux est une série de bandes dessinées humoristiques de Guy Mouminoux, publiée dans l'hebdomadaire Pilote à la fin des années 1960. Goutatou et Dorauchaux sont deux chats qui constituent l'équipage d'un remorqueur. 
L'aspect de Dorauchaux (un personnage humanoïde à tête de chat) sera repris plus tard par l'auteur, sous le pseudonyme cette fois de Dimitri, pour dessiner Eugène Crampon, le héros de sa série Le Goulag.